# Gondwanatheria
Gondwanathériens
Clade
Les Gondwanatheria (les gondwanathériens en français) sont un clade éteint de mammaliaformes qui ont vécu du Crétacé supérieur jusqu'au Miocène dans l'hémisphère sud, y compris l'Antarctique. Il n'est connu que par des dents isolées et quelques mandibules et, en raison de ces connaissances fragmentaires, sa position taxonomique n'est pas sûre.

## Systématique
Le clade des Gondwanatheria a été créé en 1987 par le paléontologue et zoologiste uruguayen Álvaro Mones (d).

## Classification
Les affinités du groupe ne sont pas claires. Les gondwanathériens ont d'abord été considérés comme des xenarthres primitifs ou des mammifères édentés similaires au tamanoir moderne, ce qui est un peu ironique, étant donné qu'ils ont été connus à l'origine seulement à partir de dents. Ils ont également été considérés comme membres des Multituberculata.
Les dernières théories ont tendance à les classer à nouveau dans les xénarthres, ou à en faire un autre clade[réf. nécessaire]. Bien qu'ils ne soient généralement plus considérés comme des multituberculés, quelques spécimens décrits comme ? Ferugliotherium sont bien des multituberculés (Kielan-Jaworowska & Hurum, 2001, p. 411). « Ces spécimens mal connus (non présentés ici) montrent qu'une branche des multituberculés a apparemment vécu à la fin du Crétacé en Amérique du Sud ».
Il existe deux familles connues au sein des Gondwanatheria. La famille des Sudamericidae a été nommée par Scillato-Yane et Pascual en 1984, et comprend les genres Sudamerica, Gondwanatherium et Lavanify. La famille des Ferugliotheriidae a été nommée par José Bonaparte en 1986 ; elle inclut les genres Ferugliotherium et Trapalcotherium.
D'autres fossiles viennent de l'Inde et de l'Antarctique, où les gondwanathériens vivaient dans les forêts luxuriantes à l'Éocène.

## Classification possible
- Sous-Ordre Gondwanatheria
  - Famille Sudamericidae Scillato-Yané et Pascual, 1984
    - Genre Bharattherium Prasad, Verma, Sahni, Krause, Khosla et Pamar, 2007
      - Bharattherium bonapartei Prasad, Verma, Sahni, Krause, Khosla et Parmar, 2007 (Crétacé supérieur, Inde)

    - Genre Dakshina Wilson, Das Sarma et Anantharaman, 2007
      - Dakshina jederi Wilson, Das Sarma et Anantharaman, 2007 (Crétacé, Inde)

    - Genre Gondwanatherium Bonaparte, 1986
      - Gondwanatherium patagonicum Bonaparte, 1986 (Crétacé supérieur, Argentine)

    - Genre Lavanify Krause, Prasad, von Koenigswald, Sahni et Grine, 1997
      - Lavanify miolaka Krause, Prasad, von Koenigswald, Sahni et Grine, 1997 (Crétacé supérieur, Madagascar)

    - Genre Sudamerica Scillato-Yané et Pascual, 1984
      - Sudamericana ameghinoi Scillato-Yané et Pascual, 1984 (Paléocène inférieur, Argentine)

  - Famille Ferugliotheriidae Bonaparte, 1986
    - Genre Ferugliotherium Bonaparte, 1986
      - Ferugliotherium windhauseni Bonaparte, 1986 (Crétacé supérieur, Argentine)

  - Famille Adalatheriidae
    - Adalatherium

## Publication originale
- (es) Álvaro Mones, « Gondwanatheria, un nuevo orden de mamiferos del sudamericanos (Mammalia: Edentata:? Xenarthra) », Comunicaciones Paleontológicas del Museo de Historia Natural de Montevideo, Musée national d'histoire naturelle de l'Uruguay, vol. 18, no 1,‎ janvier 1987, p. 237-240 (ISSN 0374-7123, lire en ligne).